# 성혁
성혁( 1984년 3월 2일 ~ )은 대한민국의 배우이다.

## 출연 작품

### 드라마
| 연도 | 방송사         | 제목                      | 역할                              | 비고     |
| ---- | -------------- | ------------------------- | --------------------------------- | -------- |
| 2004 | MBC            | 왕꽃 선녀님               | 윤태원                            |          |
| 2005 | SBS            | 해변으로 가요             |                                   |          |
| 2008 | MBC            | 흔들리지마                | 박동혁                            |          |
| 2010 | KBS2           | 결혼해주세요              | 김강호                            |          |
| 2014 | TV조선         | 백년의 신부               | 장이현                            |          |
| 2014 | MBC            | 왔다! 장보리              | 문지상                            |          |
| 2014 | KBS1           | 당신만이 내사랑           | 이지건                            |          |
| 2017 | MBC 에브리원   | 로맨스의 아키타           | 출연                              |          |
| 2017 | SBS            | 언니는 살아있다           | 나재일                            | 특별출연 |
| 2017 | KBS2           | 아버지가 이상해           | 문지상                            | 특별출연 |
| 2017 | 드라맥스, UMAX | 싱글와이프                | 이민홍                            |          |
| 2017 | tvN            | 화유기                    | 동장군                            |          |
| 2019 | OCN            | 트랩                      | 사냥꾼                            |          |
| 2019 | OCN            | 구해줘 2                  | 정병률                            |          |
| 2020 | MBC            | 365 : 운명을 거스르는 1년 | 김대성                            |          |
| 2020 | SBS            | 굿캐스팅                  | 권민석                            |          |
| 2020 | TV조선         | 바람과 구름과 비          | 채인규                            |          |
| 2021 | KBS2           | 이미테이션                | 제43회 백호영화제 신인남우상 후보 | 특별출연 |
| 2022 | 디즈니플러스   | 커넥트                    | 민숙                              | 특별출연 |
| 2023 | KBS2           | 진짜가 나타났다!          | 연상훈                            | 우정출연 |
| 2024 | 디즈니플러스   | 화인가 스캔들             | 신주혁                            | 특별출연 |
| 2025 | SBS            | 사계의 봄                 |                                   | 특별출연 |

### 영화
| 연도 | 제목          | 역할        | 비고                         |
| ---- | ------------- | ----------- | ---------------------------- |
| 2013 | 좋은 친구들   | 현수        |                              |
| 2016 | 인천 상륙작전 | 송상득      |                              |
| 2019 | 시동          | 강대천      | 이 영화의 서브 빌런.         |
| 2020 | 국제수사      | 대사관 직원 | 특별출연                     |
| 2021 | 내일의 기억   | 지훈        | 첫 서브주연 영화             |
| 2022 | 탄생          | 이상적      | 특별출연                     |
| 2024 | 시민덕희      | 대우        | 빌런 연기력 극의 흐름을 고조 |

### 뮤직비디오
- 2009년 이진성 - Sorry
- 2010년 양정승 - 밤하늘의 별을

## 그 외 출연

### 방송
- 2014년 KBS2 《1 대 100》 - 백명과 대결해서 우승
- 2018년 MBC 《미스터리 음악쇼 복면가왕》 - 머리? 난 아직 앤디? 앤디 워홀 <참가자>
- 2004년~2024 kbs MBC sbs 《해피 투게더,라디오 스타,진짜 사나이》 -등등 다수의 예능 출연

### 광고
- 2004년 하이트 피쳐
- 2008년 맥도날드 맥모닝메뉴
- 2008년 맥도날드 빅맥 맥런치세트
- 2011년 테이스터스초이스 (with 백승희)
- 2003~2024년 kt,롯데제과,팬텀골프,등등 다수의 광고 모델로 활동

## 수상 및 후보
| 연도 | 시상식                      | 부문                       | 작품            | 비고 |
| ---- | --------------------------- | -------------------------- | --------------- | ---- |
| 2014 | 제22회 대한민국문화연예대상 | 드라마부문 남자 신인상     | 왔다! 장보리    | 수상 |
| 2015 | KBS 연기대상                | 일일극부문 남자 우수연기상 | 당신만이 내사랑 | 후보 |